# Limburgs Geschied- en Oudheidkundig Genootschap

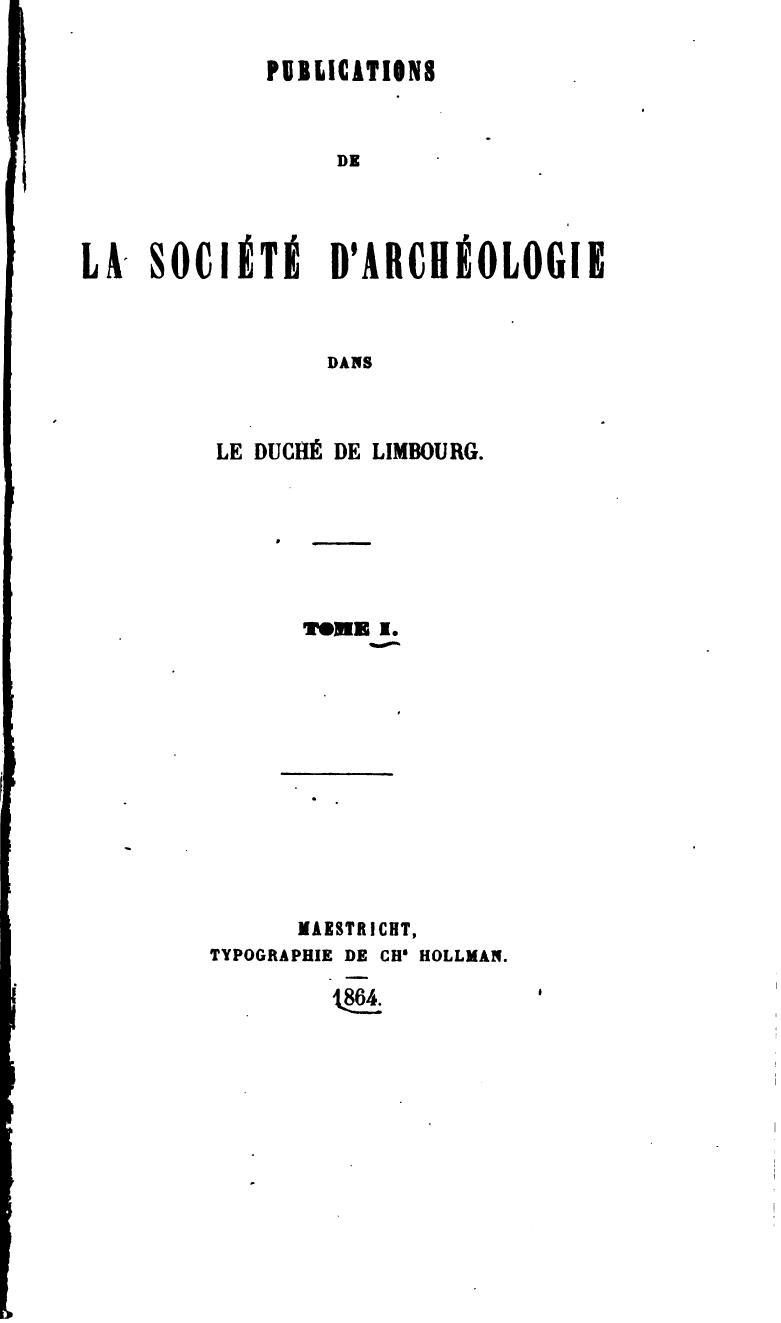
Titelblad van de eerste uitgave van de Publications de la Société d'Archéologie dans le Duché de Limbourg in 1864

Limburgs Geschied- en Oudheidkundig Genootschap (LGOG), sinds 2013 Koninklijk Limburgs Geschied- en Oudheidkundig Genootschap, is een geschiedkundig genootschap in de Nederlandse provincie Limburg, waarvan de wortels teruggaan tot de vroege negentiende eeuw. De vereniging stelt zich ten doel de kennis over het verleden van Limburg en aangrenzende regio's te vergroten en de bestudering hiervan te bevorderen.

## Geschiedenis

### Voorgangers
Limburgs Geschied- en Oudheidkundig Genootschap ontstond op 1 januari 1929 door een fusie van twee historische genootschappen: het Provinciaal Geschied- en Oudheidkundig Genootschap in Limburg, gevestigd te Maastricht, en "Limburg" - Provinciaal Genootschap voor Geschiedkundige Wetenschappen, Taal en Kunst, opgericht te Roermond in 1893.

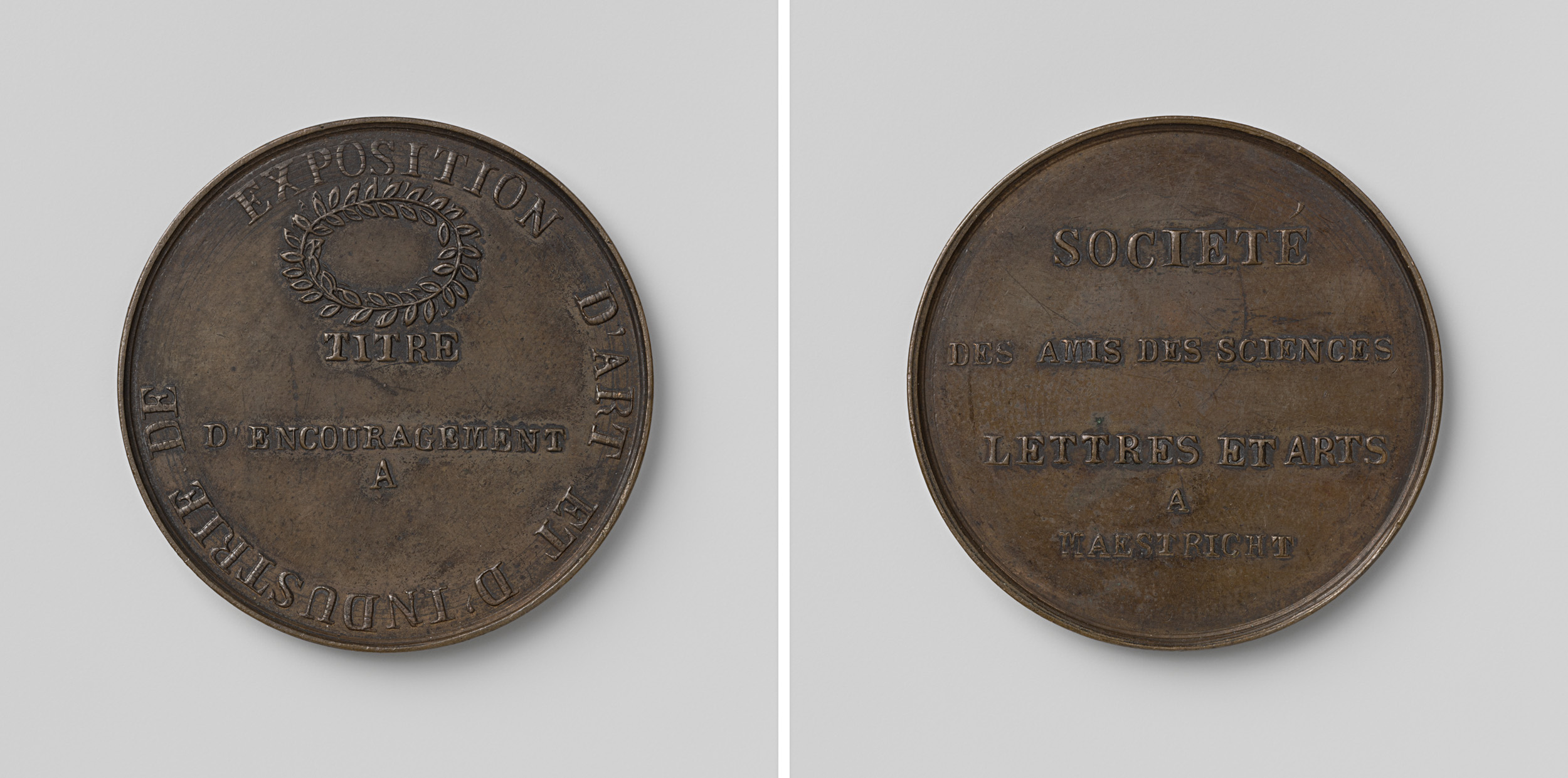
Gedenkpenning uit 1834

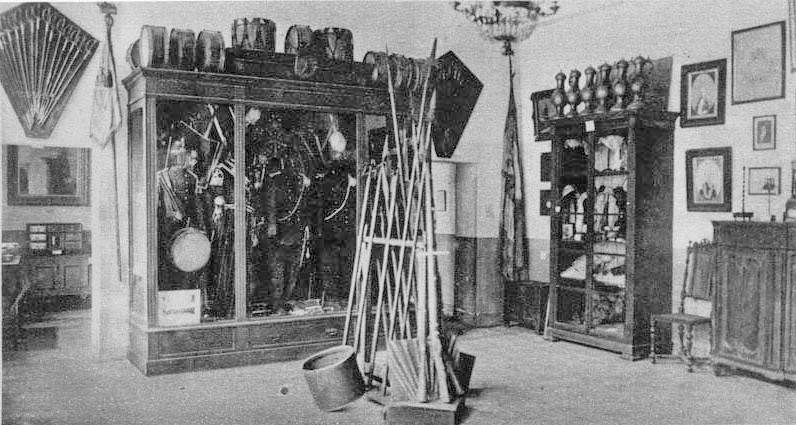
Het LGOG-museum in het Protestants Weeshuis aan de Lenculenstraat, 1925

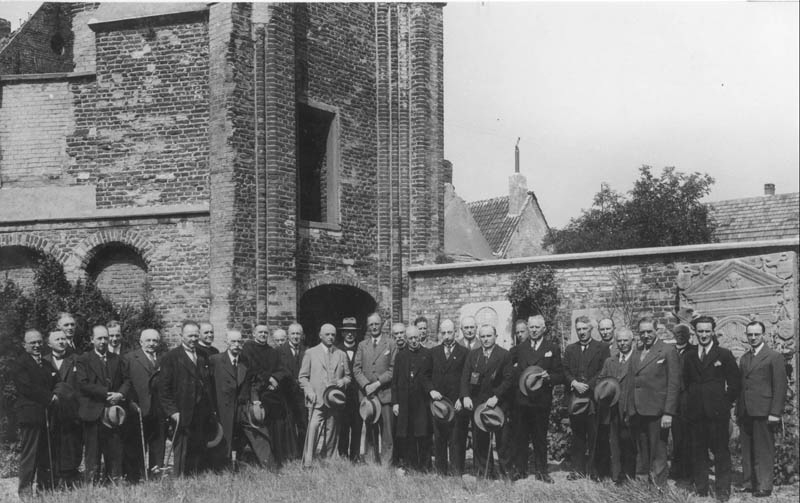
LGOG-excursie in 1934 naar het Kruisherenklooster Sint Agatha bij Cuyk

Het eerstgenoemde genootschap had diverse voorgangers, waarvan de oudste de Société des Amis des Sciences, Lettres et Arts (Genootschap van Vrienden van Wetenschappen, Letteren en Kunsten) was. Dit genootschap was in november 1821 opgericht en werd op 12 maart 1822 door de overheid erkend. De Société des Amis des sciences, lettres et arts kwam voort uit een particulier initiatief en werd geleid door een zeven leden tellend bestuur. Het ledenaantal lag in de periode tot 1830 rond de 150. Daarna daalde het ledenaantal in de periode 1832-1850 tot ongeveer 50, een daling die te verklaren is door het feit dat tijdens en na de Belgische Revolutie van 1830 veel Maastrichtse intellectuelen de stad verlieten en zich in België vestigden. Het genootschap gaf vanaf 1824 een jaarboek uit met de lange titel Annuaire de la province de Limbourg, rédigé par la Société des Amis des sciences, lettres et arts, établie à Maestricht. Het laatste jaarboek in die serie verscheen in 1831. Daarna werden in 1846, 1850 en 1851 nog jaarboeken uitgegeven met de Nederlandstalige titel Jaarboek van het Hertogdom Limburg uitgegeven door het Genootschap van Vrienden van Wetenschappen, Letteren en Kunsten te Maastricht. In 1855 viel het doek voor de zieltogende Société des Amis, die in dat jaar haar eigen sociëteit ophief en haar collecties ontbond. Zo ging het boekenbezit naar de toenmalige Stadsbibliotheek Maastricht.
Inmiddels was in 1852 te Maastricht de Société Historique et Archéologique à Maestricht (Geschied- en Oudheidkundig Genootschap te Maastricht) opgericht, waarvan G.D. Franquinet secretaris was. De nieuwe vereniging gaf in de periode 1853-1858 twee delen historische studies uit, de Annales de la Société Historique et Archéologique à Maestricht. De vereniging fuseerde in 1864 met het Oudheidkundig Genootschap in het Hertogdom Limburg. Dit genootschap was op 21 juni 1863 in de Groote Sociëteit op het Vrijthof in Maastricht opgericht onder de naam Société historique et archéologique dans le duché de Limbourg. In 1866 werd het toevoegsel 'hertogdom' in de naam geschrapt (zie Hertogdom Limburg). In 1908 veranderde de naam van de vereniging in Provinciaal Geschied- en Oudheidkundig Genootschap in Limburg. In 1929 ontstond door de bovengenoemde fusie Limburgs Geschied- en Oudheidkundig Genootschap, in de wandeling afgekort tot LGOG. Sinds 2013 is de officiële naam Koninklijk Limburgs Geschied- en Oudheidkundig Genootschap.
De eerste voorzitter was de kunstenaar en oudheidkundige Alexander Schaepkens (1815-1899). Hij werd van 1866 tot 1893 opgevolgd door medeoprichter Jos Habets, parochiegeestelijke, archeoloog en rijksarchivaris. Onder Habets' bewind werd een geschied- en oudheidkundig museum opgericht, dat in 1884 van start ging in de sacristie van de Augustijnenkerk aan de Kesselskade. In de loop der jaren is het museum van LGOG achtereenvolgens gehuisvest geweest in het Dinghuis (1869-1914), het protestants weeshuis (1914-1952; daarna Toneelacademie) en het Bonnefantenklooster (1952-1978), waarna het in 1967 verzelfstandigd werd als Stichting Limburgs Museum voor Kunst en Oudheden / Bonnefantenmuseum.

### Naamgeving
Over de naamgeving is in de loop der jaren vaker gesteggeld. Het woord 'Limburgs' in de naam is een verwijzing naar de provincie Limburg. Het betreft dus een zelfstandig naamwoord, geen bijvoeglijk naamwoord. Vandaar dat de eigenlijke naam 'Limburgs Geschied- en Oudheidkundig Genootschap' zonder lidwoord moet worden gebruikt. Zowel in het verleden, als in later jaren vonden leden dat lastig; men herkende de andere vorm niet in het taalgebruik. In een golfbeweging is vaker het woord 'Limburgs' als bijvoeglijk naamwoord gebruikt, waarbij men dan sprak van 'het' Limburgs Geschied- en Oudheidkundig Genootschap. Het recent verleende predicaat 'Koninklijk' maakt het mogelijk beide kampen tevreden te stellen. Men spreekt nu van 'het Koninklijk LGOG', waarbij 'Limburgs' zowel als zelfstandig naamwoord, als als bijvoeglijk naamwoord kan worden aangevoeld.

### Recente geschiedenis
In 1989 stichtte LGOG tezamen met het Sociaal Historisch Centrum Limburg een bijzondere leerstoel Rechtsgeschiedenis der Limburgse Territoria aan de Faculteit der Rechtsgeleerdheid van de Universiteit Maastricht. In 2009 publiceerde LGOG onder eindredactie van dr. J. Venner een tweedelige Canon van Limburg. Deze bundelt in 52 vensters, verdeeld over tien tijdvakken, alles wat iedereen over het Limburgs verleden zou moeten  weten. Van de prehistorische Belvédère-mens tot aan het Verdrag van Maastricht (1991). De Canon van Limburg werd in 2009 gepubliceerd op initiatief van de commissie Educatie van LGOG. 
In 2013 vierde LGOG het 150-jarig bestaan, ter gelegenheid waarvan koning Willem-Alexander het genootschap het predicaat 'Koninklijk' verleende. Een jubileumtentoonstelling 150 jaar LGOG. Jubileum Parcours in het Bonnefantenmuseum te Maastricht toonde het rijke museale bezit van het genootschap, dat bij verschillende instellingen in de provincie wordt bewaard en beheerd. Een blijvende herinnering aan het jubileum was een nieuw overzichtswerk betreffende de geschiedenis van Nederlands-Limburg (zie: Publicaties).

## Organisatie

### Activiteiten
Limburgs Geschied- en Oudheidkundig Genootschap wordt geleid door een Hoofdbestuur en een facilitair bureau te Maastricht. Zij wordt op bescheiden schaal gesubsidieerd door de Provincie Limburg. Beschermvrouwe is prinses Beatrix. De vereniging organiseert diverse activiteiten zoals lezingen, excursies, reizen, congressen en incidenteel tentoonstellingen.
De bijna 3.000 leden zijn van Noord- tot Zuid-Limburg verdeeld over tien regionale kringen, die alle een eigen bestuur en activiteitenprogramma hebben: de Kring De Westelijke Mijnstreek, Kring Gelders Overkwartier van Roermond, Historische Kring Land van Valkenburg en Heuvelland, Kring Maas en Niers, Kring Maastricht, Kring Parkstad Limburg, Kring Ter Horst, Kring Venlo, Kring Venray en omgeving, en Kring Weert. In deze kringen staat de geschiedenis van de betreffende regio centraal.
Naast de kringen zijn er drie secties waarin leden actief zijn: Archeologie (Archeologische Vereniging in Limburg), Genealogie en Monumenten, en tien commissies: de Commissie Collecties, Commissie Educatie, Commissie Limburgse Kerkgeschiedenis, Commissie (Limburgse) Literatuurgeschiedenis, Commissie Geschiedenis van ondernemingen en het ondernemen in Limburg (COOL), Commissie Landschapsgeschiedenis, Commissie Meerdaagse studiereizen, Commissie Bronpublicaties en de redactiecommissies van de Publications en De Maasgouw (zie hieronder).
In 1998 stelde het LGOG-bestuur de Habetspenning in, bedoeld voor "personen, verenigingen, instituties, bedrijven of initiatieven die een uitzonderlijke activiteit hebben afgerond, waarmee de zorg voor het Limburgs erfgoed nieuw elan heeft gekregen". De penning is anno 2021 vijfmaal uitgereikt. Sinds 2011 organiseert het Genootschap de Habetslezing, waarvoor gerenommeerde sprekers worden uitgenodigd.

### Publicaties
LGOG publiceert sinds 1864 jaarlijks het jaarboek Publications de la Société Historique et Archéologique dans le Limbourg (afgekort als PSHAL of Publications) en geeft sinds 1879 het historisch tijdschrift De Maasgouw uit. In de jaren 1879-1881 was dit een weekblad, in de periode 1882-1903 verscheen het om de twee weken en in de periode 1904-1922 was het een maandblad. Vanaf 1923 verscheen het tweemaandelijks. Na de oorlog is dit nog teruggebracht tot viermaal per jaar. Beide uitgaven zijn een onmisbare bron bij de bestudering van de geschiedenis van Limburg.
Daarnaast financiert LGOG incidenteel uitgaven in de serie Werken, uitgegeven door Limburgs Geschied- en Oudheidkundig Genootschap en participeert met het Sociaal Historisch Centrum voor Limburg in de publicatie van de prestigieuze reeks  Maaslandse Monografieën.
In 2013 verscheen ter gelegenheid van het 150-jarig jubileum het eerste deel van een nieuw overzichtswerk betreffende de geschiedenis van Nederlands-Limburg, getiteld Limburg. Een geschiedenis. Deel twee en drie verschenen in 2015. Aan deze ruim 1.500 pagina's tellende uitgave werkten circa zestig gerenommeerde auteurs mee, onder wie Titus Panhuysen, Karen Jeneson, Frans Theuws, Arnoud-Jan Bijsterveld, Elizabeth den Hartog, Louis Berkvens, Leonie Cornips, Joep Leerssen en Ernst Homburg.
In 2016 verscheen onder auspiciën van LGOG het vierdelige Geschiedenis van de literatuur in Limburg, onder redactie van Lou Spronck, Ben van Melick en Wiel Kusters. Het overzichtswerk behandelt bijna duizend jaar Nederlands-, Frans- en Limburgstalige literatuurgeschiedenis in de beide Limburgen, "van de Servaaslegende tot Connie Palmen en van de Percessie van Scherpenheuvel tot Jan Hanlo".

### Bibliotheek
Door ruilverkeer met binnen- en buitenlandse historische genootschappen bouwde LGOG in het verleden een belangrijke historische boeken- en tijdschriftenverzameling op, sinds 1919 ondergebracht bij de Stadsbibliotheek Maastricht (thans in Centre Céramique). Het eigen archief van het genootschap, evenals een collectie historische tekeningen en prenten met betrekking tot Maastricht en Limburg, is ondergebracht bij het Regionaal Historisch Centrum Limburg in Maastricht.

### Museale collectie
De diverse voorgangers van LGOG verzamelden in de loop van bijna twee eeuwen een groot aantal archeologische vondsten en historische voorwerpen. Deze LGOG-collectie werd vanaf 1884 tentoongesteld in een eigen museum in Maastricht. Het museum is sinds 1967 een zelfstandige organisatie, het Bonnefantenmuseum, genaamd naar een vorige huisvesting, het Bonnefantenmuseum, en sinds 1995 gehuisvest in een nieuw gebouw aan de Avenue Céramique. In 1999 besloot het Bonnefantenmuseum nog uitsluitend kunstmuseum te willen zijn. De collecties archeologie en oudheidkunde van LGOG werden gesplitst. Een deel werd overgeheveld naar de gemeente Maastricht en is thans in wisselende exposities te zien in het Centre Céramique. Een ander deel werd overgedragen aan het Limburgs Museum in Venlo.

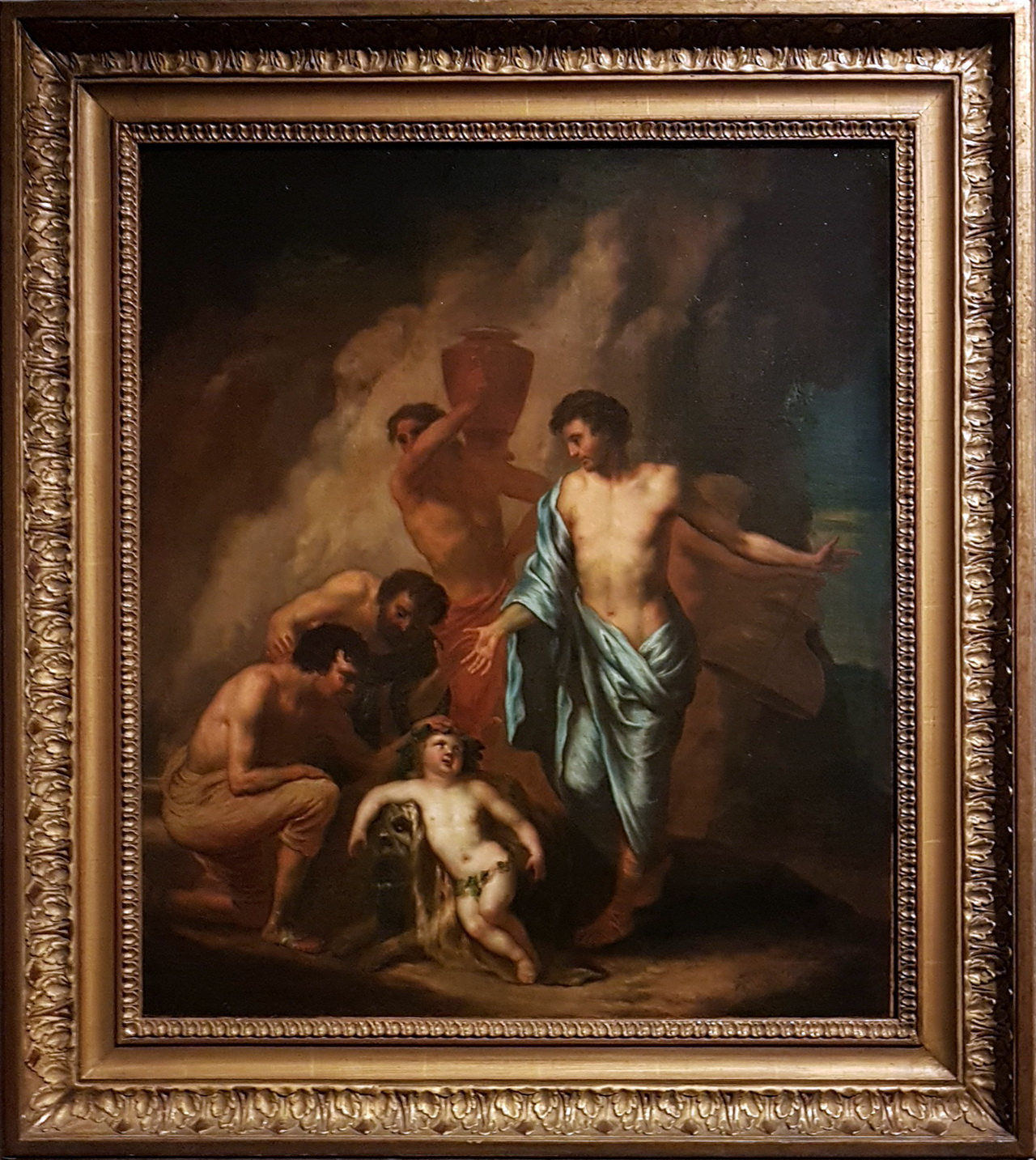
Schilderij van Gerard de Lairesse (Bonnefantenmuseum, Maastricht)
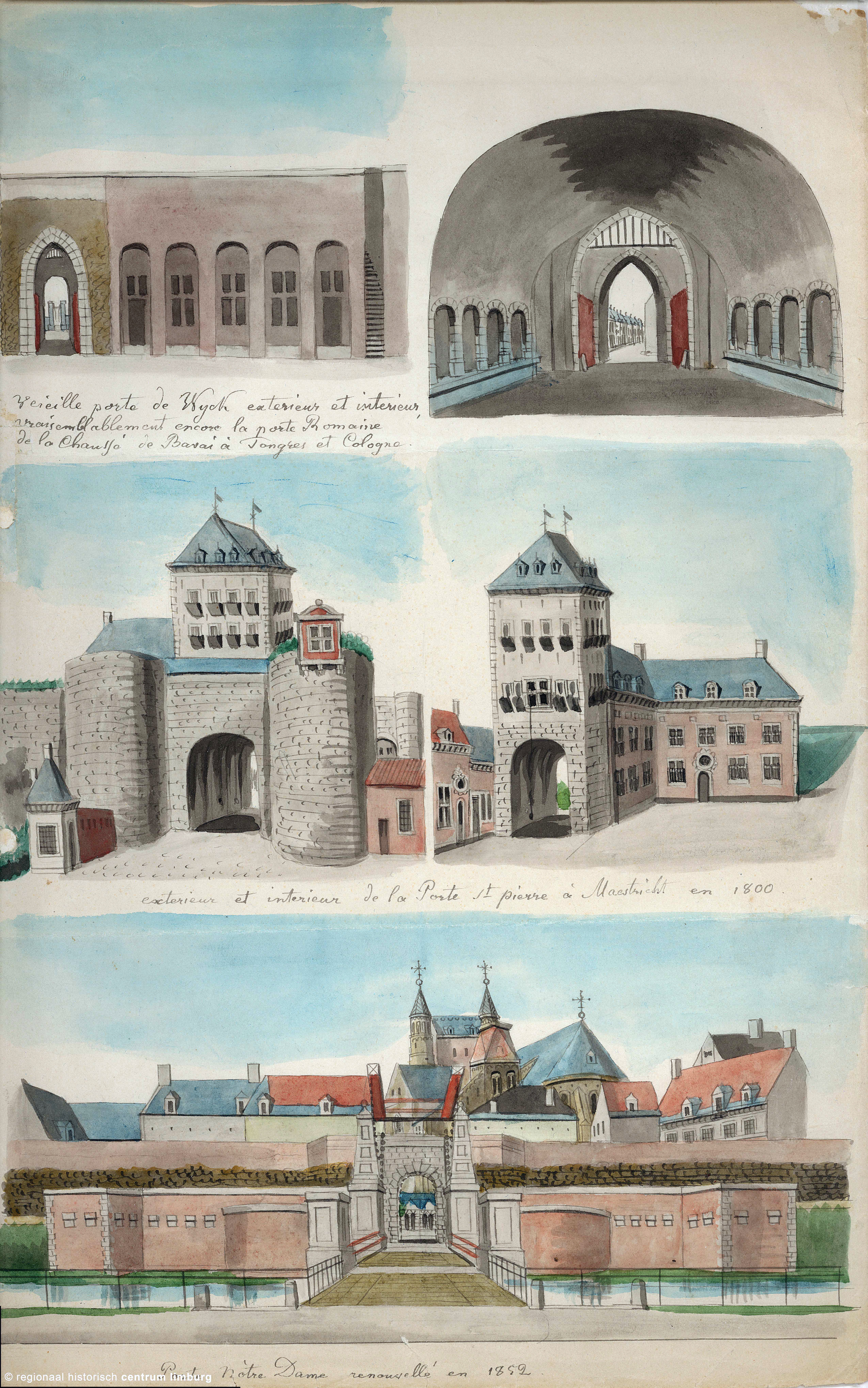
Aquarellen van Philippe van Gulpen (RHCL, Maastricht)
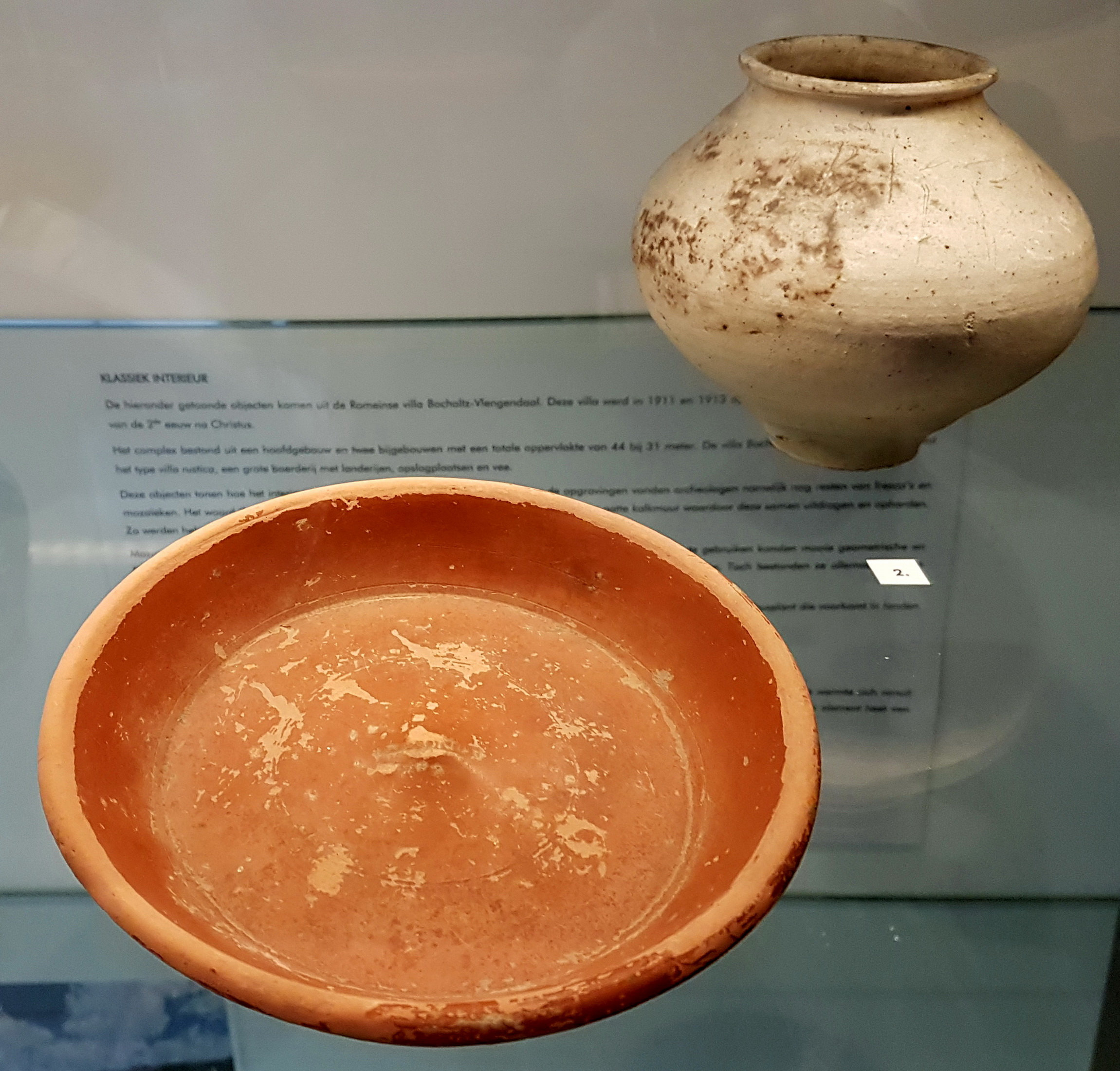
Romeins aardewerk (revalidatiecentrum Adelante, Hoensbroek)
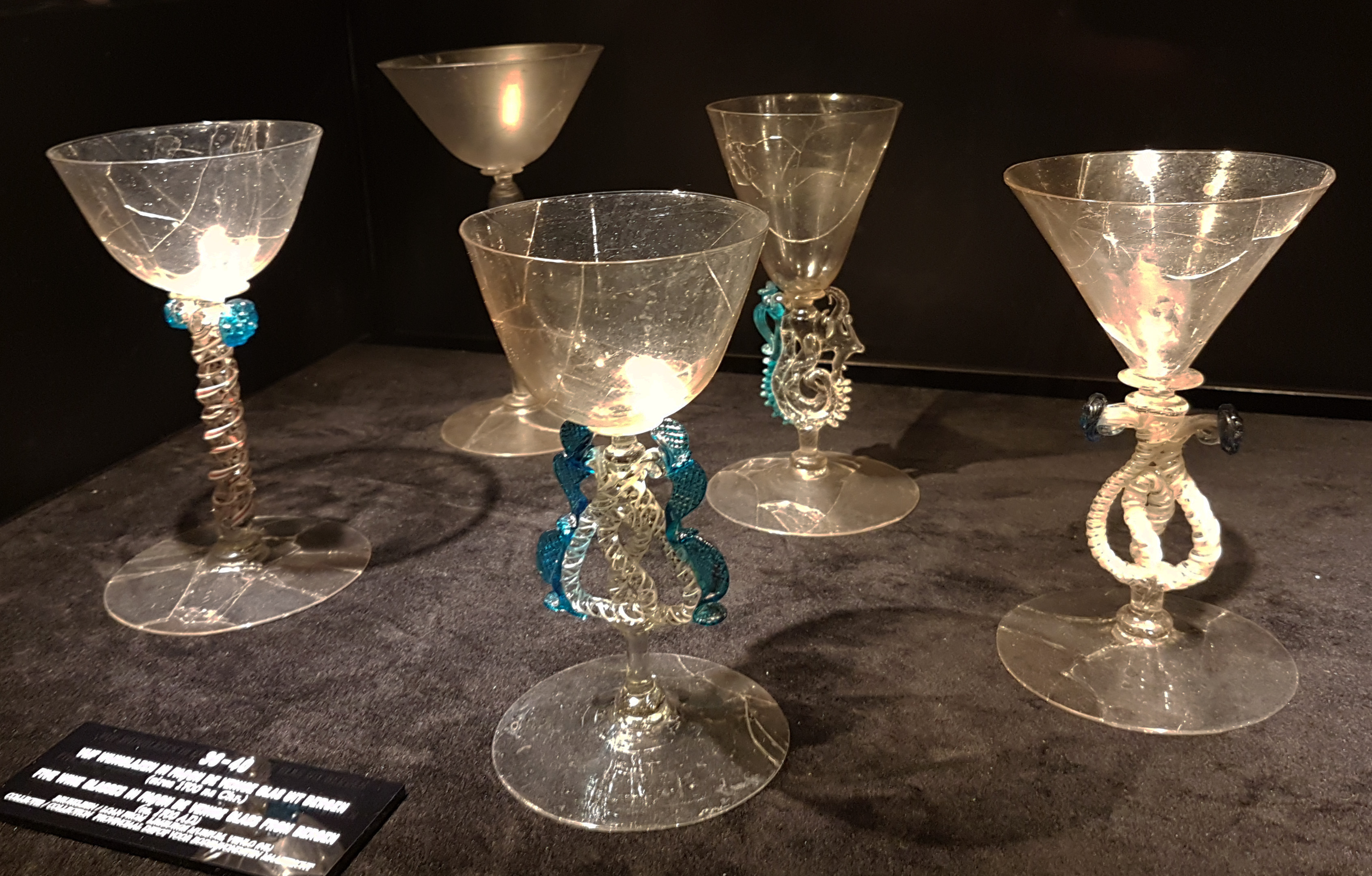
17e/18e-eeuwse wijnglazen façon de Venise uit Bergen (Limburgs Museum, Venlo)